# Katalogizacija
Katalogizácija je postopek izdelave kataložnih vpisov. Popisuje se podatke, pomembne za identifikacijo knjižničnega gradiva. Kataložni vpis je osnovna enota knjižničnega kataloga, ki vsebuje bibliografski opis ali normativni vpis ali napotilni vpis. Kataložne vpise združujemo v knjižnične kataloge. Ta popis knjižničnega gradiva je urejen po abecedi ali kakem drugem sistemu in omogoča lažje iskanje gradiva. Knjižnice svoj inventar popisujejo v kataložne zapise v online javno dostopni katalog (OPAC), ki je interaktivno dostopen uporabnikom knjižnice.

## Katalogizacijski pravilniki
Katalogizirajo knjižničarji, ki jim rečemo tudi katalogizatorji. Pri svojem delu uporabljajo različne pravilnike in priročnike. Pravilniki, ki so se uporabljali in ki se uporabljajo za katalogizacijo: 
- Avstrijska bibliotečna instrukcija je instrukcija iz leta 1778, ki je veljala za univerzitetne ter licejske knjižnice. Je prvi in najstarejši državni ukrep na področju knjižničarstva v Avstriji. Obvezna je bila tudi za Licejsko knjižnico v Ljubljani.
- Francoski pravilnik je nacionalni katalogizacijski pravilnik iz leta 1791. Francoska vlada je izdala navodila za popis gradiva, ki je bilo zaplenjeno po francoski revoluciji.
- Panizzijev pravilnik je pravilnik za abecedni imenski katalog. Izdan je bil leta 1841 in vsebuje 91 pravil.
- Jewettov pravilnik vsebuje 39 pravil po zgledu Knjižnice Britanskega muzeja. Napisal ga je knjižničar Charles Coffin Jewett leta 1852. Katalogizacija se je s tem pravilnikom razdelila na dva neodvisna postopka (izdelava bibliografskega opisa in značnice). Knjižnični katalogi so bili v tem času urejeni različno (abecedno, kronološki, po strokah ...).
- Cutterjev pravilnik oz. pravilnik za križni katalog ima štiri verzije (1876, 1889, 1891, 1904) in je imel vpliv na katalogizacijo do leta 1978. Cutterjeve funkcije kataloga so osnova za Pariška načela.
- Pruske inštrukcije so na začetku veljale v pruskih knjižnicah, kasneje pa tudi v avstro-ogrskih, švicarskih, švedskih, danskih ... Temeljijo na Jewetovih pravilih.
- Angloameriški pravilniki 1908 - Catalog rules: author and title entries; 1967 - Anglo-American Cataloging Rules (AACR1): vključena Pariška načela; 1978 & kasnejša dopolnila - Anglo-American Cataloging Rules (AACR2) : enotna verzija; 2003, 2004, 2005 - AACR2R : vključeni ISBD; načrtovan AACR3 vendar ga nadomesti RDA.
- Vatikanski pravilnik je izšel leta 1931, vendar je bil pripravljen že enajst let pred tem. Pri oblikovanju so sodelovali ameriški strokovnjaki za katalogizacijo, vendar ni imel velikega vpliva.
- Abecedni imenski katalog je prvi slovenski katalogizacijski pravilnik. Izšel je leta 1947. Nova izdaja je izšla leta 1967. Pri obeh je sodeloval Pavle Kalan.
- Pariška načela so nastala leta 1961, kot posledica Mednarodne konference o katalogizacijskih načlih v Parizu. Določajo obseg, funkcije in zgradbo kataloga, vrste vpisov in njihove funkcije. Kriterije za izbiro: enotne osebne ali korporativne značnice; izbiro avtorja; izbiro stvarne značnice; izbiro enotnega naslova ter iztočnice za osebna imena.
- PPIAK (Pravilnik i priručnik za izradbu abecednih kataloga) je pravilnik in priročnik, namenjen republikam Jugoslavije. Napisala ga je  Eva Verona. Izšel je v dveh delih. Prvi del leta 1970 in nova izdaja 1986, ter drugi del leta 1983. Ta pravilnik še danes velja v Sloveniji.
- REICAT (Regole Italiane di catalogazione) je italijanski katalogizacijski pravilnik iz leta 2009. Osnova za njegov nastanek je konceptualni model knjižničnega kataloga Funkcionalne zahteve za bibliografske zapise (FZBZ).
- RDA (Resource Description and Access) je angloameriški katalogizacijski pravilnik in mednarodni standard, katerega ustvarjanje se je pričelo leta 2004. Izdan je bil leta 2010. Osnovan je na podlagi novih katalogizacijskih načel FZBZ, FRAD ter ISBD. Namenjen je uporabi v digitalnem okolju.

## Zgodovina uporabe katalogizacijskih pravilnikov
Leta 1947 je Slovenija dobila prva lastna katalogizacijska pravila. Dvajset let kasneje je izšla druga izdaja, ki je bila usklajena s Pariškimi načeli. Zaradi poenotene obdelave gradiva v nacionalnih knjižnicah Jugoslavije so se odločili za uporabo Pravilnik i priručnik za izradbu abecednih kataloga (v nadaljnjem besedilu PPIAK) avtorice Eve Verone. Kljub temu so ohranili uporabo nekaterih določil iz prejšnjega pravilnika. Ustrezni ISBD-ji so se uporabljali za katalogizacijo vseh vrst neknjižnega gradiva. Ker so izhajale vedno nove izdaje ISBD-jev, so ugotovili, da PPIAK zastareva. Slovenski katalogizatorji se od takrat naprej spopadajo z razdrobljenostjo pravil v različnih publikacijah. Delna rešitev tega problema sta dva priročnika Značka ter Prekat, ki ju je leta 2001 izdala Narodna in univerzitetna knjižnica.

## Načini katalogizacije
Poznamo naslednje katalogizacije: centralna katalogizacija, cataloguing in publication (CIP) in vzajemna katalogizacija. Pri centralni katalogizaciji se kataložni vpisi izdelujejo za potrebe več knjižnic na enem mestu zaradi poenotene in racionalizirane obdelave publikacij. Cataloguing in publication (CIP) je kataložni zapis o publikaciji, ki se nahaja v sami publikaciji. Katalogizacija se izvede pred izdajo gradiva. Vzajemna katalogizacija se izvaja za gradnjo vzajemnega kataloga. Vsako gradivo se obdela samo na enem mestu, kar zagotavlja enotnost strokovne obdelave. Podatki so takoj dostopni vsem udeležencem sistema. Tak način zagotavlja racionalizacijo katalogizacije, saj lahko vsi udeleženci zapise kreirajo in prevzemajo. Slovenski sistemi za vzajemno katalogizacijo je COBISS. 